# 長野県道224号上片桐停車場鶴部線
長野県道224号上片桐停車場鶴部線（ながのけんどう224ごう かみかたぎりていしゃじょうつるべせん）は、長野県下伊那郡松川町大字上片桐の飯田線上片桐駅と同町大字上片桐字鶴部の国道153号交点を結ぶ一般県道。

## 概要

### 路線データ
- 起点：下伊那郡松川町大字上片桐（飯田線上片桐駅）
- 終点：下伊那郡松川町大字上片桐字鶴部（鶴部交差点、国道153号交点）

## 交差する道路
- 長野県道223号上片桐停車場線（起点）
- 国道153号（終点）